# Jakow Ryłow
Jakow Nikołajewicz Ryłow, ros. Яков Николаевич Рылов (ur. 15 stycznia 1985 w Kirowo-Czepiecku) – rosyjski hokeista.

## Kariera
- Olimpija Kirowo-Czepieck (2003-2004)
- Dinamo Moskwa (2004-2009)
- CSKA Moskwa (2009-2014)
  -  Nieftiechimik Niżniekamsk (2011)
- Ak Bars Kazań (2014-2016)
- Dinamo Moskwa (2016-2018)
- Mietałłurg Magnitogorsk (2018-2019)
- Spartak Moskwa (2019-2021)
- Awtomobilist Jekaterynburg (2021-2022)
- Amur Chabarowsk (2022-)

Wychowanek klubu Olimpija Kirowo-Czepieck. Od czerwca 2009 roku zawodnik CSKA Moskwa. Od stycznia do maja 2011 tymczasowo w Nieftiechimiku Niżniekamsk. Następnie ponownie gracz CSKA. W lipcu przedłużył umowę z klubem o dwa lata. Od maja 2014 zawodnik Ak Barsu Kazań. Odszedł z klubu z końcem kwietnia 2016. Od maja 2016 ponownie zawodnik Dinama Moskwa. Odszedł z klubu w kwietniu 2018. W lipcu 2018 został graczem Mietałłurga Magnitogorsk. W 2019 przeszedł do Spartaka Moskwa, gdzie rok później przedłużył kontrakt o dwa lata. Od października 2021 zawodnik Awtomobilista Jekaterynburg. Na początku sezonu 2022/2023 był bez klubu a w grudniu 2022 został zatrudniony w Amurze Chabarowsk.

## Sukcesy
Reprezentacyjne
- Srebrny medal mistrzostw świata juniorów do lat 20: 2007

Klubowe
- Złoty medal mistrzostw Rosji: 2005 z Dinamem
- Srebrny medal mistrzostw Rosji: 2009 z Dinamem
- Puchar Mistrzów: 2006 z Dinamem
- Puchar Spenglera: 2008 z Dinamem
- Drugie miejsce w Pucharze Kontynentalnym: 2005 z Dinamem
- Srebrny medal mistrzostw Rosji: 2015 z Ak Barsem Kazań
- Finał KHL o Puchar Gagarina: 2015 z Ak Barsem Kazań

Indywidualne
- Nagroda dla najlepszego pierwszoroczniaka Superligi w sezonie 2004/2005
- KHL (2012/2013):
  - Czwarte miejsce w klasyfikacji asystentów wśród obrońców w sezonie zasadniczym: 25 asyst
  - Trzecie miejsce w punktacji kanadyjskiej wśród obrońców w sezonie zasadniczym: 35 punkty
  - Najlepszy obrońca miesiąca - luty 2013
- KHL (2019/2020):
  - Piąte miejsce w klasyfikacji asystentów wśród obrońców w sezonie zasadniczym: 28 asyst
  - Czwarte miejsce w punktacji kanadyjskiej wśród obrońców w sezonie zasadniczym: 35 punktów
  - Drugie miejsce w klasyfikacji liczby zablokowanych strzałów w sezonie zasadniczym: 113